# Розенталь, Юлий Цезарь Августов
Юлий Цезарь Августов Розенталь (болг. Юли-Цезар Августов Розентал; 14 июня 1872, Иркутск, Россия — 12 сентября 1903, Луково, Османская империя, территория современной Республики Македонии) — болгарский поэт-революционер. Брат художника Августа Розенталя.

## Биография
Родился в семье польского революционера Августа Розенталя, отбывавшего сибирскую ссылку. В 1880 году семья Розенталей переселилась в Болгарию. Окончил габровскую гимназию, был учителем в разных болгарских городах, поступил на юридический факультет Софийского университета, но во время Илинденского восстания записался в число повстанцев. Погиб вместе с главным вождём восстания Николой Дечевым.
Сборник элегий, социальных и эпических песен, сатир Розенталя был собран и напечатан посмертно в книге «Недопетые песни» (болг. Недопети песни), подготовленной Антоном Страшимировым.